# Олійник Петро Михайлович
Петро́ Миха́йлович Олі́йник (10 липня 1957, Нововарварівка, Анучинський район, Приморський край, Росія — 10 лютого 2011, Австрія) — український політик. Депутат Верховної ради України (2002—2005), голова Львівської ОДА (2005—2008).

## Життєпис
Освіта повна вища. Закінчив Дніпропетровський гірничий інститут імені Артема (1984) за фахом гірничій інженер-економіст, спеціальність «Організація і економіка вугільної промисловості».
- 09.1974 — 08.1975 — учень автослюсаря, автослюсар комбінату «Укрзахідвугілля», м. Червоноград.
- 09.1975 — 11.1975 — гірничий робітник шахти № 9 «Великомостівська», м. Соснівка.
- 11.1975 — 11.1977 — служба в лавах Збройних Сил.
- 12.1977 — 12.1978 — підземний учень, підземний гірничий робітник шахти № 9 «Великомостівська», м. Соснівка.
- 12.1978 — 07.1979 — слухач підготовчих курсів Дніпропетровського гірничого інституту.
- 07.1979 — 08.1984 — студент Дніпропетровського гірничого інституту.
- 06.1982 — 08.1982 — підземний гірничий робітник шахти № 9 «Великомостівська», м. Соснівка.
- 06.1983 — 11.1984 — підземний гірничий робітник, інженер шахти № 9 «Великомостівська», м. Соснівка.
- 12.1984 — 09.1985 — старший інженер шахти № 10 «Великомостівська», м. Червоноград.
- 09.1985 — 05.1988 — інструктор Червоноградського міськкому Компартії України.
- 05.1988 — 06.1989 — заступник начальника відділу Західноукраїнського виробничого об'єднання з видобутку вугілля, м. Сокаль.
- 06.1989 — 04.1990 — начальник відділу шахти ім. 50-річчя СРСР, м. Червоноград.
- 04.1990 — 09.1992 — заступник голови виконкому Червоноградської Ради народних депутатів.
- 09.1992 — 12.1997 — комерційний директор ТзОВ «Експрес ЛТД», м. Червоноград.
- 12.1997 — 03.1999 — генеральний директор ТзОВ «Західпромінвест», м. Червоноград.
- 03.1999 — 04.2002 — міський голова виконкому Червоноградської міської Ради.

Із квітня 2002 по липень 2005 — Народний депутат України 4-го скликання, обраний по виборчому округу № 125, Львівська область, висунутий Виборчім блоком політичних партій «Блок Віктора Ющенка «Наша Україна»». За 67.07 %, 7 суперників. На час виборів: Червоноградський міський голова, член Народного Руху України. Член фракції «Наша Україна» (із травня 2002). Член Комітету з питань паливно-енергетичного комплексу, ядерної політики та ядерної безпеки (із червня 2002). Склав депутатські повноваження 7 липня 2005.
- 15.02.2005 — 27.02.2008 — голова Львівської обласної державної адміністрації.
- 02.2008 — 11.2008 — Радник Президента України.
- 12.2008 — 01.2009 — заступник Голови Секретаріату Президента України — Представник Президента України у Верховній Раді України. Подав у відставку 12 січня 2009 у зв'язку зі звинуваченнями в причетності до хабарництва голови Львівського апеляційного суду Ігоря Зварича.
- 17.06.2005 — 30.03.2009 — працював головою Відділення Національного олімпійського комітету України у Львівській області.

Помер уночі 10 лютого 2011 у віці 53 років в Австрії, де лікувався від важкої хвороби. Був похований 12 лютого на 35 полі  Личаківського цвинтаря у Львові.

## Голова адміністрації
Петро Олійник обіймав посаду голови Львівської облдержадміністрації три роки — з 15 лютого 2005 року по 27 лютого 2008 року.
Нагороджений орденом «За заслуги» ІІІ ступеня (2007), польським орденом «Кавалерський хрест за заслуги перед Річчю Посполитою».
Пішов у відставку через постійний тиск із боку тодішнього голови адміністрації Президента Віктора Балоги.

## Вшанування пам'яті
На честь Петра Олійника в Шептицькому було названо місцевий стадіон «Шахтар».